# 馬戲雜耍嘉年華
馬戲雜耍嘉年華為波蘭盧布林市當地的藝文活動，宗旨為發揚現代雜耍及馬戲表演。活動的主辦單位為盧布林市長辦公室及文化工作坊，首次舉辦時間則為2008年，時稱「魔術師嘉年華」。 
活動期間，除了以馬戲表演及戲劇方式展演的另類及實驗性藝術作品外，市內隨處可見街頭藝人，表演及雜耍工作坊。另一個活動重點是將山區的運動項目搬到城市街頭進行的高空表演，出生波蘭的美國籍猶太作家艾薩克·巴什維斯·辛格，便曾《盧布林的魔術師》的小說中描寫相關場景。
活動結合戲劇與馬戲，除有專業表演人士參與，也為初入行者提供表演舞台，而盧布林也是全波蘭唯一提供該類藝文活動的地方。